# Fornarina
Fornarina är ett familjeföretag och klädesmärke av italienskt ursprung. Fornarina ingår i Fornarigruppen som grundades 1947 som ett modeföretag för skor. Den drivande personen bakom företaget var i många decennier Gianfranco Fornari (1937–2014).
2009 blev Lindsay Lohan modell för Fornarina. Företaget står bakom arrangemanget Fornarina Urban Beauty Show.